# ウィリアム・ウォルシュ
ウイリアム・ウォルシュ（英: William J. Walsh）は、栄養学者である。イリノイ州の非営利団体「ウォルシュ研究所」の所長を務め、医師の訓練プログラムを創設し、全米・日本・オーストラリア・ノルウェーなど世界各国で指導する。

## 人物
ノートルダム大学とミシガン大学で学士号を取得後、アイオワ州立大学で化学工学の博士号（Ph.D）を取得した。
1970年代にアルゴンヌ国立研究所に勤務しながら刑務所ボランティアプログラムを設立した。後に、これが暴力行動の原因を研究するプロジェクトへとつながった。ウォルシュは30年以上にわたり、行動障害、ADHD、自閉症、うつ、不安、統合失調症、アルツハイマー病などの患者のための生化学療法を開発してきた。今日、博士の生化学療法は世界中の医師によって実践される。
ウォルシュは200本以上の学術論文と記事を発表し、5件の特許権を保有する。研究の結果をアメリカ神経医療学会、アメリカ上院議会、米国国立精神衛生研究所、そして28の国際会議で発表した。